# پپه الساید
پپه الساید (انگلیسی: Pepe Alcaide؛ زادهٔ ۸ فوریهٔ ۱۹۷۹) بازیکن فوتبال اهل اسپانیا است.
از باشگاه‌هایی که در آن بازی کرده‌است می‌توان به باشگاه فوتبال پومفرادینا و باشگاه فوتبال زامورا اشاره کرد.